# Laurent Didier
Laurent Didier (Dippach, 19 de juliol del 1984) és un ciclista luxemburguès professional des del 2006 i actualment a l'equip Trek-Segafredo.
Del seu palmarès destaquen un Campionat nacional en ruta i un altre en contrarellotge. També competeix en ciclocròs. Va participar en els Jocs Olímpics de 2012 de Londres a la prova en ruta.
El seu avi Jean Diederich i el seu pare Lucien Didier també foren ciclistes professionals.

## Palmarès en ruta
- 2005
  - Medalla d'or a la prova en contrarellotge als Jocs dels Petits Estats d'Europa
  -  Campió de Luxemburg sub-23 en contrarellotge
  - Vencedor d'una etapa al Fletxa del sud
- 2012
  -  Campió de Luxemburg en ruta
- 2014
  -  Campió de Luxemburg de contrarellotge
  - Vencedor d'una etapa al USA Pro Cycling Challenge

### Resultats al Tour de França
- 2013. 53è de la classificació general
- 2015. No surt (17a etapa)

### Resultats al Giro d'Itàlia
- 2010. 33è de la classificació general
- 2011. 130è de la classificació general
- 2016. 64è de la classificació general
- 2017. Abandona (11a etapa)
- 2018. 97è de la classificació general

### Resultats a la Volta a Espanya
- 2012. 86è de la classificació general
- 2016. 104è de la classificació general